# Nasser Yeganeh
 (avril 2012).
Si vous disposez d'ouvrages ou d'articles de référence ou si vous connaissez des sites web de qualité traitant du thème abordé ici, merci de compléter l'article en donnant les références utiles à sa vérifiabilité et en les liant à la section « Notes et références ».
Pour les articles homonymes, voir Yeganeh.
Nasser Yeganeh, né le 4 juin 1921 et mort le 15 novembre 1993, est un juriste, homme politique et homme d'État iranien. Il est le président de la Cour suprême iranienne entre 1975 et 1979.

## Biographie

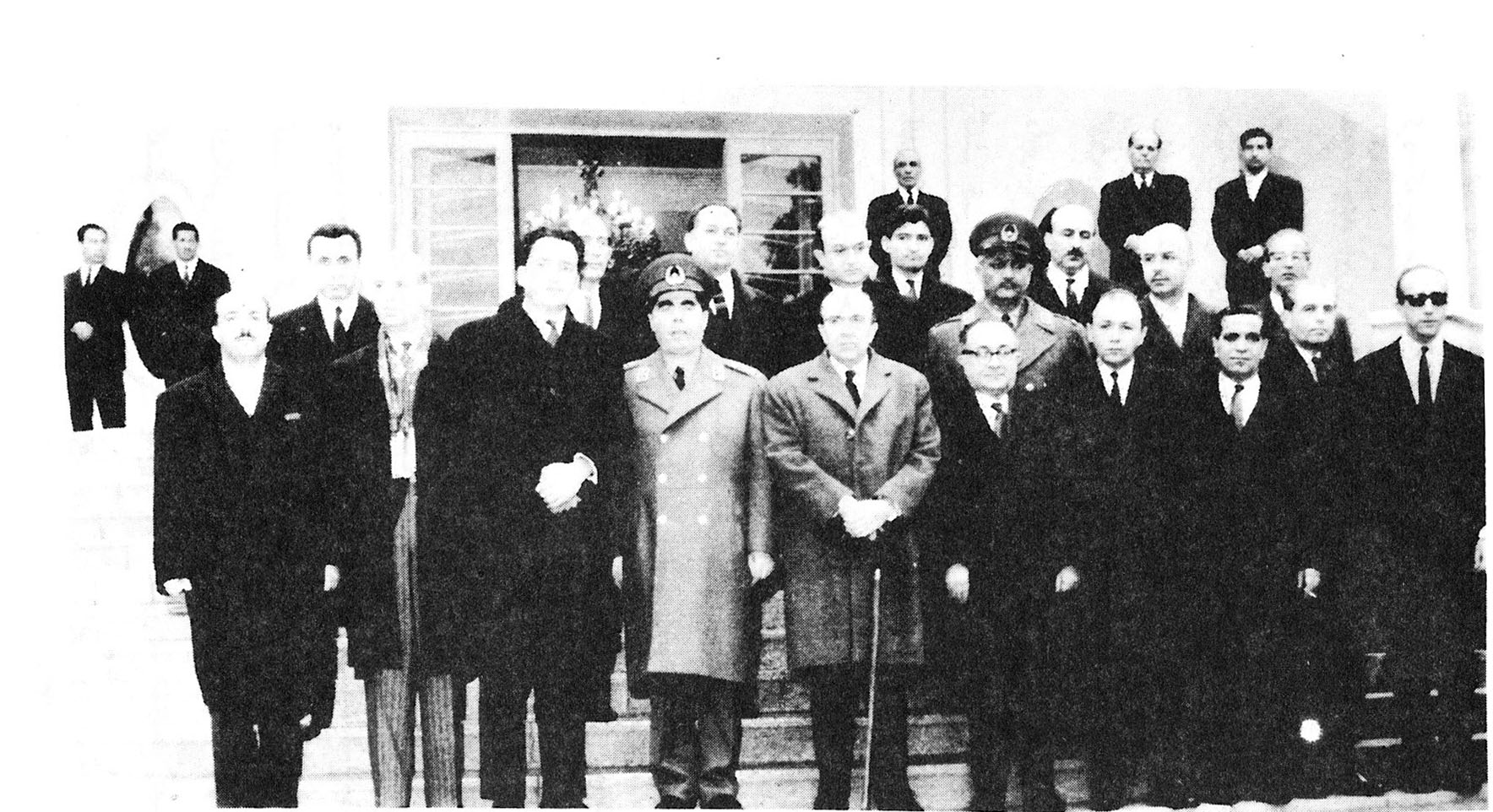
Le gouvernement Hoveyda de 1971, où Yeganeh est conseiller.

Nasser Yeganeh effectue ses études primaires et secondaires à Qazvin. Il fréquente l'université de Téhéran, où il obtient un bachelor of Laws, puis l'université Paris-1 Panthéon-Sorbonne (France), afin d'obtenir un doctorat en droit public. Il voyage ensuite aux États-Unis afin de se former au système judiciaire américain.
Il est député au Majles en 1963, ministre d'État entre 1963 et 1971, sénateur entre 1971 et 1974 et enfin président de la Cour suprême entre 1975 et 1979.
Après la révolution iranienne de 1979, il s'enfuit aux États-Unis. Le 15 novembre 1993, il se suicide à bord de son bateau, à Washington, D.C..

### Sources
- (en) Cet article est partiellement ou en totalité issu de l’article de Wikipédia en anglais intitulé « Nasser Yeganeh » (voir la liste des auteurs).